# Unibail-Rodamco-Westfield
Unibail-Rodamco-Westfield SE je francouzská akciová společnost se sídlem v Paříži. Holding vznikl 25. června 2007 fúzí francouzské firmy Unibail (založená 1968) a nizozemské Rodamco Europe (založena 1999). V roce 2018 koupila australskou společnost Westfield. Jedná se o developerskou a investiční společnost, která je obchodovatelná na Amsterdamské a Pařížské burze. Její dceřiné společnosti vlastní komerční nemovitosti, především nákupní centra ve více než 20 velkoměstech dvanácti zemí Evropské unie.

## Podnikání
- Obchodní centra: 88 obchodních center rozličných velikostí a zaměření. K nejvýznamnějším patří Paříž (Les Quatre Temps, Carrousel du Louvre, Forum des Halles), Lille (Euralille), Lyon (La Part-Dieu), Orléans (Place d'Arc), Štrasburk (Rivétoile), Barcelona (Maquinista), Madrid (La Vaguada), Vídeň (Donau Zentrum, SCS), Amsterdam (Amstelveen), Stockholm (Nacka Forum), Praha (Chodov, Černý Most), Varšava (Arkadia) aj.
- Kanceláře: kancelářské prostory mají přes 10 000 m².
- Výstaviště: přes svou pobočku Viparis provozuje v Paříži deset výstavišť o celkové rozloze přesahující 300 000 m² (Výstaviště Porte de Versailles, Kongresový palác v Paříži, Carrousel du Louvre, CNIT v La Défense, Espace Champerret aj.)
- Developerské projekty: holding zajišťuje významnou výstavbu průmyslových i kancelářských staveb v Paříži a La Défense i komerčních center jinde v Evropě.